# 山崎幸子
山崎 幸子（やまざき さちこ、1962年6月3日 - ）は、日本の元競泳選手。東京都出身。日本人女子で初めて100m自由形で1分の壁を破った。1976年モントリオールオリンピック・1980年モスクワオリンピック日本代表。50ｍ・100ｍ・200ｍ自由形の元日本記録保持者。結婚後の姓は金田。競泳選手で2012年ロンドンオリンピック日本代表の金田和也は息子。

## 経歴
昭和女子大学附属昭和中学校2年のときに、1976年モントリオールオリンピックに出場した。100m自由形では1分00秒43の日本新記録を樹立したが、予選落ちに終わった。400mメドレーリレーでは予選から4分25秒81という日本新記録を出して、決勝進出を果たした。決勝では予選の記録をさらに更新する4分23秒47で7位に入った。
1977年7月26日、東京都中学水泳大会の100m自由形で59秒90の日本新記録を樹立。日本人女子初めてとなる1分切りを果たした。
1978年アジア競技大会に出場。100m自由形・400mフリーリレー・400mメドレーリレーで3冠を達成し、200m自由形でも銅メダルを獲得した。
1980年モスクワオリンピック日本代表に2大会連続で選出されたが、ボイコットにより出場することは出来なかった。

## 主な実績
- 1976年モントリオールオリンピック　100m自由形予選落ち・日本新記録[1]　400mメドレーリレー7位・日本新記録
- 1976年全国中学校体育大会　100m自由形優勝[2]
- 1977年全国中学校体育大会　100m自由形優勝　200m自由形優勝[3]
- 1977年日本選手権　100m自由形優勝[4]　200m自由形優勝[5]
- 1978年世界水泳選手権　100m自由形予選落ち・日本新記録[1]　200m自由形予選落ち
- 1978年アジア競技大会　100m自由形優勝　200m自由形3位　400mフリーリレー優勝　400mメドレーリレー優勝